# Alessandro Vogliacco
Alessandro Vogliacco (Acquaviva delle Fonti, 14 settembre 1998) è un calciatore italiano, difensore del Genoa.

## Biografia
Dalla relazione con Virginia Mihajlović, figlia dell'ex calciatore e allenatore Siniša Mihajlović, nell’ottobre del 2021 è nata Violante, mentre nel 2024 i due hanno avuto Leone Sinisa, chiamato così in onore del nonno. Il 17 giugno 2023 la coppia si è sposata a Monopoli. La sorella Roberta è sposata col calciatore Stefano Sabelli, suo ex compagno di squadra al Genoa. Coinvolto in un’inchiesta di calcioscommesse in relazione a quando indossava la maglia del Benevento, nel giugno 2025 viene prosciolto mente la procura federale, secondo la quale Vogliacco aveva scommesso su due partite del campionato Primavera e alcune dei campionati esteri, chiedeva per lui 3 anni di squalifica.

## Caratteristiche tecniche
Difensore dotato tecnicamente e bravo nel gioco aereo, abile nell'impostazione del gioco e con un ottimo senso della posizione, ha dichiarato di ispirarsi a Giorgio Chiellini e Leonardo Bonucci; molto duttile, può essere impiegato sia in posizione centrale che come terzino. Tra gli allenatori, invece, ha rivelato di dover molto della sua crescita a Fabio Grosso, suo tecnico ai tempi delle giovanili alla Juventus.

## Carriera

### Club

#### Gli inizi: Giovanili, Padova e Pordenone
Cresciuto nel settore giovanile del Bari, nel 2013 si trasferisce alla Roma, con cui resta per una stagione; nel 2014 passa alla Juventus. Con la formazione Primavera del club bianconero vince il Torneo di Viareggio nel 2016.
Il 17 agosto 2018 passa in prestito al Padova, con cui il 24 novembre esordisce tra i professionisti, nella partita di campionato persa per 0-1 contro il Carpi. Dopo aver collezionato solo una presenza con i veneti, il 21 gennaio 2019 viene ceduto, sempre a titolo temporaneo, al Pordenone; con il club friulano conquista la prima storica promozione in Serie B e vince la Supercoppa di Serie C.
Il 24 luglio viene acquistato a titolo definitivo dai ramarri, con cui firma un triennale.

### Genoa e parentesi al Benevento
Il 13 agosto 2021 viene acquistato dal Genoa, che contestualmente lo cede in prestito al Benevento. Debutta con la maglia dei sanniti in Serie B il 10 settembre 2021 in occasione del match contro il Lecce, finito 0-0.  
Il campionato successivo, con la fine del prestito al Benevento torna al Genoa, dove debutta il 14 agosto 2022 nel match contro il Venezia vinto 2-1 , nella stessa stagione conquista l'immediato ritorno in massima serie.
Il 22 ottobre 2023, alla sua seconda stagione con i rossoblu, fa il suo esordio in Serie A, nella gara persa 2-0 contro l'Atalanta.
Con l'inizio della stagione successiva, il 17 agosto 2024 alla prima giornata di campionato, segna il suo primo gol in rossoblu e in carriera, il provvisorio 1-0 contro l'Inter, partita poi finita 2-2.

#### Parma
Il 15 gennaio 2025 viene ufficializzato il suo passaggio al Parma, sempre in massima serie, in prestito con diritto di riscatto. Il 19 gennaio 2025 esordisce con i crociati in Serie A nella partita pareggiata 1-1 contro il Venezia.

### Nazionale
Dopo aver collezionato presenze con tutte le nazionali giovanili, il 13 ottobre 2020 esordisce con l'Under-21 in occasione della partita di qualificazione all'Europeo del 2021 vinta per 2-0 contro l'Irlanda.

## Statistiche

### Presenze e reti nei club
Statistiche aggiornate al 13 aprile 2025.
| Stagione         | Squadra          | Campionato       | Campionato | Campionato | Coppe nazionali | Coppe nazionali | Coppe nazionali | Coppe continentali | Coppe continentali | Coppe continentali | Altre coppe | Altre coppe | Altre coppe | Totale | Totale |
| Stagione         | Squadra          | Comp             | Pres       | Reti       | Comp            | Pres            | Reti            | Comp               | Pres               | Reti               | Comp        | Pres        | Reti        | Pres   | Reti   |
| ---------------- | ---------------- | ---------------- | ---------- | ---------- | --------------- | --------------- | --------------- | ------------------ | ------------------ | ------------------ | ----------- | ----------- | ----------- | ------ | ------ |
| 2018-gen. 2019   | Padova           | B                | 1          | 0          | CI              | 0               | 0               | -                  | -                  | -                  | -           | -           | -           | 1      | 0      |
| gen.-giu. 2019   | Pordenone        | C                | 7          | 0          | CI+CI-C         | -               | -               | -                  | -                  | -                  | SC          | 0           | 0           | 7      | 0      |
| 2019-2020        | Pordenone        | B                | 18+2       | 0          | CI              | 0               | 0               | -                  | -                  | -                  | -           | -           | -           | 20     | 0      |
| 2020-2021        | Pordenone        | B                | 31         | 0          | CI              | 1               | 0               | -                  | -                  | -                  | -           | -           | -           | 32     | 0      |
| Totale Pordenone | Totale Pordenone | Totale Pordenone | 56+2       | 0          |                 | 1               | 0               |                    | -                  | -                  |             | 0           | 0           | 59     | 0      |
| 2021-2022        | Benevento        | B                | 27         | 0          | CI              | 2               | 0               | -                  | -                  | -                  | -           | -           | -           | 29     | 0      |
| 2022-2023        | Genoa            | B                | 25         | 0          | CI              | 2               | 0               | -                  | -                  | -                  | -           | -           | -           | 27     | 0      |
| 2023-2024        | Genoa            | A                | 20         | 0          | CI              | 3               | 0               | -                  | -                  | -                  | -           | -           | -           | 23     | 0      |
| 2024-gen. 2025   | Genoa            | A                | 13         | 2          | CI              | 2               | 0               | -                  | -                  | -                  | -           | -           | -           | 15     | 2      |
| Totale Genoa     | Totale Genoa     | Totale Genoa     | 58         | 2          |                 | 7               | 0               |                    | -                  | -                  |             | -           | -           | 65     | 2      |
| gen.-giu. 2025   | Parma            | A                | 9          | 0          | CI              | -               | -               | -                  | -                  | -                  | -           | -           | -           | 9      | 0      |
| Totale carriera  | Totale carriera  | Totale carriera  | 153        | 2          |                 | 10              | 0               |                    | -                  | -                  |             | 0           | 0           | 163    | 2      |

### Cronologia presenze e reti in nazionale
| Cronologia completa delle presenze e delle reti in nazionale ― Italia under 21 | Cronologia completa delle presenze e delle reti in nazionale ― Italia under 21 | Cronologia completa delle presenze e delle reti in nazionale ― Italia under 21 | Cronologia completa delle presenze e delle reti in nazionale ― Italia under 21 | Cronologia completa delle presenze e delle reti in nazionale ― Italia under 21 | Cronologia completa delle presenze e delle reti in nazionale ― Italia under 21 | Cronologia completa delle presenze e delle reti in nazionale ― Italia under 21 | Cronologia completa delle presenze e delle reti in nazionale ― Italia under 21 |
| Data                                                                           | Città                                                                          | In casa                                                                        | Risultato                                                                      | Ospiti                                                                         | Competizione                                                                   | Reti                                                                           | Note                                                                           |
| ------------------------------------------------------------------------------ | ------------------------------------------------------------------------------ | ------------------------------------------------------------------------------ | ------------------------------------------------------------------------------ | ------------------------------------------------------------------------------ | ------------------------------------------------------------------------------ | ------------------------------------------------------------------------------ | ------------------------------------------------------------------------------ |
| 13-10-2020                                                                     | Pisa                                                                           | Italia under 21                                                                | 2 – 0                                                                          | Irlanda under 21                                                               | Qual. Europeo Under-21 2021                                                    | -                                                                              |                                                                                |
| 12-11-2020                                                                     | Reykjavík                                                                      | Islanda under 21                                                               | 1 – 2                                                                          | Italia under 21                                                                | Qual. Europeo Under-21 2021                                                    | -                                                                              | 72’ 76’                                                                        |
| 18-11-2020                                                                     | Pisa                                                                           | Italia under 21                                                                | 4 – 1                                                                          | Svezia under 21                                                                | Qual. Europeo Under-21 2021                                                    | -                                                                              | 83’                                                                            |
| Totale                                                                         |                                                                                | Presenze                                                                       | 3                                                                              |                                                                                | Reti                                                                           | 0                                                                              |                                                                                |

## Palmarès

### Club

#### Competizioni nazionali
- Serie C: 1

Pordenone: 2018-2019 (girone B)
- Supercoppa di Serie C: 1

Pordenone: 2019